# أنطولوجية (علم المعلومات)

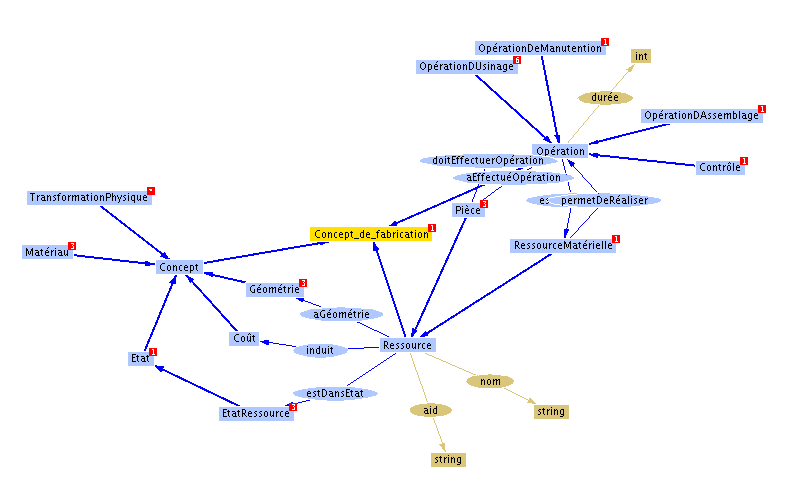
أنطولوجية Mason

الأنطولوجية أو هندسة الأطولوجيات في علم المعلومات تشمل تمثيلًا وتسمية رسمية وتعريفات للفئات والخصائص والعلاقات بين المفاهيم أو البيانات أو الكيانات التي تتعلق بمجال واحد أو أكثر أو جميع مجالات السردية. وببساطة أكثر، الأنطولوجيا هي طريقة لإظهار خصائص مجال الموضوع وكيفية ارتباطها، من خلال تحديد مجموعة من المصطلحات والتعبيرات العلائقية التي تمثل الكيانات في مجال الموضوع نفسه. ويشار أحيانًا إلى المجال الذي يدرس الأنطولوجيا على هذا النحو باسم الأنطولوجيا التطبيقية.
كل تخصص أو مجال أكاديمي يضع الأساس للأنطولوجيا من خلال خلق مصطلحاته. ويستخدم كل تخصص افتراضات أنطولوجية لتأطير نظريات وأبحاث وتطبيقات واضحة. قد تعمل الأنطولوجيات المحسنة على تحسين حل المشكلات ضمن هذا المجال، وقابلية التشغيل المشترك لأنظمة البيانات، وقابلية اكتشاف البيانات. وتعد ترجمة الأوراق البحثية في كل مجال مشكلة تصبح أسهل عندما يحتفظ الخبراء من مختلف البلدان بالمفردات المضبوطة للغة المهنية بين كل لغة من لغاتهم. مثلًا، يعد تعريف وأنطولوجيا علم الاقتصاد الاهتمام الرئيسي في الاقتصاد الماركسي، ولكن أيضًا في المجالات الفرعية الأخرى للاقتصاد. ويتضح مثال على الاقتصاد الذي يعتمد على علم المعلومات في الحالات التي تهدف فيها المحاكاة أو النموذج إلى تمكين القرارات الاقتصادية، مثل تحديد الأصول الرأسمالية المعرضة للخطر وبأي حجم.
ما تشترك فيه الأنطولوجيا في كل من علم المعلومات والفلسفة هو محاولة تمثيل الكيانات، بما في ذلك الأشياء والأحداث، بكل خصائصها وعلاقاتها المترابطة، وفقًا لنظام الفئات. وفي كلا المجالين هناك عمل كبير حول مشكلات هندسة الأنطولوجيا (مثل: كواين وكريبك في الفلسفة، وسوا وغوارينو في علم المعلومات)، والمناقشات المتعلقة إلى أي مدى يمكن أن تكون الأنطولوجيا المعيارية ممكنة (مثلًا، التأسيسية والتماسكية في الفلسفة، والأنطولوجيا الرسمية الأساسية وسي واي سي في الذكاء الاصطناعي).
يعتبر البعض الأنطولوجيا التطبيقية بمثابة خليفة للعمل السابق في الفلسفة. ومع ذلك فإن العديد من الجهود الحالية تهتم بإنشاء مفردات مضبوطة في مجالات ضيقة أكثر من اهتمامها بالمبادئ الفلسفية الأولى، أو بأسئلة مثل طريقة وجود الجوهر الثابت أو ما إذا كانت الأشياء الدائمة (مثل الدوامية والتحملية) قد تكون أكثر أولية من الناحية الأنطولوجية من العمليات. وقد احتفظ الذكاء الاصطناعي باهتمام كبير فيما يتعلق بالأنطولوجيا التطبيقية في المجالات الفرعية مثل معالجة اللغة الطبيعية ضمن الترجمة الآلية وتمثيل المعرفة، ولكن يجري استخدام محرري الأنطولوجيا في كثير من الأحيان في مجموعة من المجالات، بما في ذلك المعلوماتية الطبية الحيوية والصناعة. وغالبًا ما تستخدم مثل هذه الجهود أدوات تحرير الأنطولوجيا مثل نظام بروتيجي.

## وجه التسمية
الأنطلوجية في علم المعلومات كلمة أعجمية مأخوذة من أنطولوجيا اليونانية بمعنى علم الوجود. وكلمة الوجود ترجمة اعتمدها الفارابي وابن سينا أما الكندي فوضع لترجمة الكلمة اليونانية كلمة ‍الأيس أي الوجود مقابل الليس أي العدم كقولهم الأين والمتى وال‍كيف. وأما كلمة الوجودية في الفلسفة فهي ترجمة لكلمة existantialism اللاتينية الأصل.

## الأنطولوجيا الرسمية
منذ منتصف السبعينيات من القرن العشرين أدرك الباحثون في مجال الذكاء الاصطناعي (AI) أن هندسة المعرفة هي المفتاح لبناء أنظمة ذكاء اصطناعي كبيرة وقوية. وجادل باحثو الذكاء الاصطناعي بأنهم قادرون على إنشاء أنطولوجيات جديدة كنماذج حسابية تمكن أنواعًا معينة من التفكير الآلي، وهو ما لم يكن ناجحًا إلا بشكل هامشي. وفي ثمانينيات القرن العشرين بدأ مجتمع الذكاء الاصطناعي في استخدام مصطلح الأنطولوجيا للإشارة إلى نظرية العالم النموذجي وأحد مكونات الأنظمة القائمة على المعرفة. على وجه الخصوص قدم ديفيد باورز كلمة أنطولوجيا إلى الذكاء الاصطناعي للإشارة إلى العالم الحقيقي أو التأريض الآلي، ونشر في عام 1990 مراجعات الأدبيات التي تؤكد على أنطولوجيا المرتكز بالاشتراك مع الدعوة لتقديم أوراق بحثية لسمبوزيوم (اجتماع) الصيف AAAI تعلم الآلي للغة الطبيعية والأنطولوجيا، مع نسخة موسعة منشورة في نشرة سيغارت وجرى تضمينها كمقدمة للإجراءات. وبعض الباحثين الذين استوحوا عملهم من الأنطولوجيا الفلسفية نظروا إلى الأنطولوجيا الحسابية كنوع من الفلسفة التطبيقية.

في عام 1993 استُخدمت الأنطولوجيا في صفحة الويب والورقة البحثية التي جرى الاستشهاد بها على نطاق واسع «نحو مبادئ لتصميم الأنطولوجيات المستخدمة لمشاركة المعرفة» من تأليف توم غروبر، كمصطلح تقني في علوم الكمبيوتر يرتبط ارتباطًا وثيقًا بالفكرة السابقة للشبكات الدلالية والتصنيفات. وقدم غروبر المصطلح كمواصفة للتصور:
الأنطولوجيا هي وصف (مثل المواصفات الرسمية للبرنامج) للمفاهيم والعلاقات التي يمكن أن توجد رسميًا للفاعل أو لمجتمع الوكلاء. ويتوافق هذا التعريف مع استخدام الأنطولوجيا كمجموعة من تعريفات المفاهيم، ولكنه أكثر عمومية. وهو معنى مختلف للكلمة عن استخدامها في الفلسفة.
في محاولة لإبعاد الأنطولوجيات عن التصنيفات والجهود المماثلة في نمذجة المعرفة التي تعتمد على الصنف والوراثة، ذكر غروبر (1993):
غالبًا ما تجري مساواة الأنطولوجيات بالتسلسلات الهرمية التصنيفية للفئات، وتعريفات الصنف، وعلاقة الاستبدال، ولكن لا يلزم أن تقتصر الأنطولوجيات على هذه الأشكال. لا تقتصر الأنطولوجيات أيضًا على التعريفات المحافظة – أي التعريفات بالمعنى المنطقي التقليدي التي تقدم المصطلحات فقط ولا تضيف أي معرفة حول العالم. ولتحديد تصور مفاهيمي يحتاج المرء إلى ذكر المسلمات التي تقيد التفسيرات المحتملة للمصطلحات المحددة.
كما ذكر فيلماير وفوس (2016) في تنقيح تعريف غروبر: «الأنطولوجيا هي مواصفات رسمية وصريحة لتصور مشترك يتميز بالتعبير الدلالي العالي المطلوب لزيادة التعقيد».

## مشاريع

### الأنطولوجيا العربية
الأنطولوجيا العربية محرك بحث معجمي يتيح للباحث استرجاع ترجمة ومترادفات ومعاني كلمة معينة من 150 معجما عربيا ومتعدد اللغات.